# 趙誠来
趙 誠来（チョ・ソンネ、朝鮮語: 조성래/趙誠來、1941年10月24日 - ）は、大韓民国の裁判官、政治家、弁護士。第17代韓国国会議員。

## 経歴
統営高等学校、慶熙大学校法科大学卒。ソウル大学校司法大学院修了。第8回司法試験合格後、ソウル地方法院・釜山地方法院・ソウル家庭法院判事、釜山九徳ロータリークラブ会長、釜山地方弁護士会総務理事、国民運動本部釜山支部執行委員、民主社会のための弁護士会釜山支部代表、釜馬抗争記念事業会共同議長、労働者のための連帯代表、在釜統営郷人会長、釜山慶南歴史研究所理事長、法務法人トンネ代表弁護士、釜山地方弁護士会副会長・会長、釜山外国語大学校法科大学兼任教授、大韓弁護士協会副会長、社団法人白山安熙済先生独立精神継承事業会長、新千年民主党盧武鉉大統領候補釜山市選対委員長、釜山政治改革推進委員会初代委員長、ヨルリンウリ党人権特別委員長・釜山市支部創党準備委員会委員長、第17代国会前半期倫理特別委員会委員・後半期環境労働委員会委員を務めた。